# Walhain-Saint-Paul
Walhain-Saint-Paul är en ort i Belgien.   Den ligger i provinsen Vallonska Brabant och regionen Vallonien, i den centrala delen av landet, 40 km sydost om huvudstaden Bryssel. Walhain-Saint-Paul ligger 147 meter över havet och antalet invånare är 5 992.
Terrängen runt Walhain-Saint-Paul är platt. Runt Walhain-Saint-Paul är det ganska tätbefolkat, med 185 invånare per kvadratkilometer.. Närmaste större samhälle är Gembloux, 7,2 km söder om Walhain-Saint-Paul. 
Trakten runt Walhain-Saint-Paul består till största delen av jordbruksmark.